# Heinrich Jöckel
Heinrich Jöckel (10. července 1899, Offenbach am Main – 25. října 1946, Litoměřice) byl německý nacista, hauptsturmführer, v roce 1939 velitel tranzitního koncentračního tábora gestapa ve Skrochovicích a v letech 1940 až 1945 velitel koncentračního tábora v Malé pevnosti v Terezíně.
Za své činy byl po druhé světové válce odsouzen a jako válečný zločinec dne 25. října 1946 v Litoměřicích oběšen. Mezi vězni měl přezdívku „Pinďa“.

## Život
Narodil se 10. července 1899 v Offenbachu nad Mohanem. V mládí se vyučil písmomalířem a autonatěračem. Po vyučení nastoupil vojenskou prezenční službu u gardového pluku. Po kapitulaci Německa 11. listopadu 1918 byl z vojska propuštěn a vrátil se zpět do Offenbachu, kde zůstal bez práce. Od poloviny roku 1919 do počátku roku 1925 pracoval v různých dílnách a továrnách jako pomocný dělník. Poté si otevřel vlastní malířskou dílnu, ale o čtyři rok později jí musel vzhledem ke krizi uzavřít.
Do Národně socialistické německé dělnické strany vstoupil na počátku hospodářské krize v roce 1931. Nedlouho potom se přihlásil k policii. Sám se často v Malé pevnosti chlubil předválečnými zkušenostmi z koncentračního tábora v Oranienburgu. Kdyby byl dodržován úřední postup, pak by se důstojníkem SS nestal, protože mu chybělo potřebné vzdělání a kvalifikace policejního úředníka. Jeho kvalifikací byl tvrdý a nesmlouvavý způsob řízení věznice v Malé pevnosti, který se ne vždy řídil úředními postupy. Svou kariéru začal jako řadový člen pořádkové policie, odkud se vypracoval až na pražské gestapo. Zde pracoval jako kriminální tajemník na úseku vyšetřování ilegálních letáků a tiskovin v referátu II B M 3. Na podzim 1939 působil již jako velitel tábora ve Skrochovicích na Opavsku. Odkud byl v červnu 1940 vybrán Ulrichem Geschkem na nové působiště do Terezína. I v Terezíně překračoval své pravomoce, ale spoléhal se na to, že jeho rozkazy budou dodatečně nadřízenými schváleny.
V Malé pevnosti žil se svou ženou a dvěma dcerami. Starší dcera Johanna (1926–1946) byla po válce s otcem internována a souzena v Litoměřicích, kde vypovídala před lidovým soudem. Zemřela na nákazu tuberkulózou. Podle vzpomínek vězňů často flirtovala s esesáky a udržovala i několik milostných poměrů s dozorci. Mladší dcera Elfrída narozená v roce 1930 byla po válce vyslýchána v Německu.
Rodina Jöckelových bydlela, tak jako většina dozorců v Herren Haus, tedy Panském domě v areálu Malé pevnosti. Byt velitele měl vlastní koupelnu, záchod a několik pokojů, kam chodily uklízet a pomáhat místní vězeňkyně. První žena Jöckla, matka obou dcer, zemřela v roce 1942 na peritonitidu. V roce 1943 se oženil podruhé s Elsou Beferovou, která pracovala v kantýně SS. I ona byla po válce internována, ale soud ji pro nedostatek důkazů propustil z vazby.
Na sklonku války i přes varování táborových lékařů a přímý rozkaz svých nadřízených odmítl v táboře podniknout opatření proti šíření epidemie skvrnitého tyfu. Na epidemii následně zahynulo několik set lidí.